# Saul Bass
Saul Bass (New York, 8 maggio 1920 – Los Angeles, 25 aprile 1996) è stato un illustratore statunitense.
Realizzò loghi per celebri aziende ma soprattutto è ricordato per aver fatto diventare le locandine e i titoli di testa dei film una forma d'arte

## Esordi
Saul Bass nacque a New York nel quartiere del Bronx da un pellicciaio ebreo emigrato. Dopo aver ottenuto la borsa di studio all'Art Students College di Manhattan nel 1938, Saul Bass inizia a lavorare come disegnatore pubblicitario nel 1942, per poi diventare assistente al dipartimento artistico della sede newyorchese della Warner Bros. Nel 1944, oltre a prestare servizio all'agenzia pubblicitaria Blaine Thompson, si immatricola al Brooklyn College, una scelta decisiva per la sua formazione: infatti uno dei suoi insegnanti era un celebre designer grafico ungherese, György Kepes, allievo di László Moholy-Nagy, che inizierà Bass al Costruttivismo e alle opere del Bauhaus.
In seguito, Bass seguirà un periodo di apprendistato presso alcuni studi di design di Manhattan, per poi diventare nel 1946 art director dell'agenzia pubblicitaria californiana Buchanan & Co.; trasferendosi così a Los Angeles, per poi aprire nel 1952 il suo studio di design, la Saul Bass & Associates.

## Il mondo del cinema

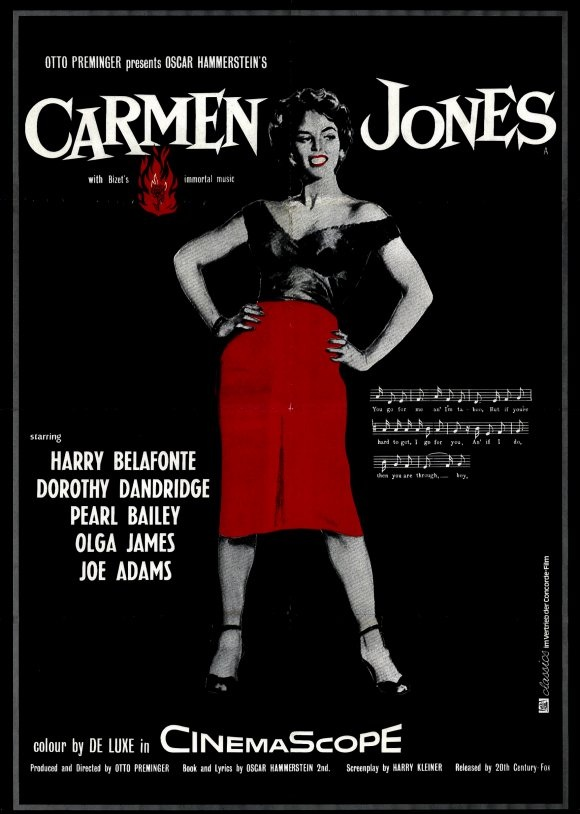
Locandina di Carmen Jones (1954)

Nel 1954 il regista Otto Preminger si rivolse allo studio in cui Bass lavorava per commissionargli il poster del suo film Carmen Jones: il risultato lo lasciò talmente soddisfatto da indurlo a commissionare a Bass anche i titoli di testa del film. Alla prima collaborazione con Preminger ne seguirono altre: con Billy Wilder per i titoli di testa di Quando la moglie è in vacanza (1955), con Robert Aldrich per Il grande coltello (1955), e poi di nuovo con Preminger per L'uomo dal braccio d'oro (1955). Fu proprio quest'ultima collaborazione a renderlo noto in tutto il mondo. Nel 1956 inoltre entrò a far parte del suo studio personale Elaine Makatura, che più tardi diventò sua moglie.

### La nascita dei titoli di testa
Già da prima dell'incontro con Otto Preminger, Saul Bass riteneva che "il pubblico deve essere coinvolto fin dal primo frame". I titoli di testa infatti non erano considerati ancora come parte integrante dell'opera. Al contrario, come racconta lo stesso Saul Bass in Saul, can you make me a title erano ignorati dal pubblico che, durante quel breve lasso di tempo, sfruttava l'occasione per andare piuttosto a comprare i popcorn. Il talento di Bass consistette dunque esattamente nel fatto di individuare le potenzialità creative insite nei titoli di testa, mai pienamente sfruttate prima di allora. Come egli stesso affermava, arrivò alla conclusione che i titoli di testa erano in grado di instaurare un'atmosfera speciale ed inedita in sala, di introdurre al clima del film e di diventare veri e propri simboli dell'opera, capì inoltre che essi potevano essere utilizzati come prologo, raccontando eventi accaduti prima dell'inizio della narrazione, oppure come epilogo, dando una conclusione agli eventi e spiegando il senso del film. 

Il lavoro di Bass spianò la strada a molti suoi successori, che dopo aver raccolto il valore da lui conferito ai titoli di testa, lo portarono avanti nella tradizione cinematografica, evolvendosi sempre di più nelle modalità di rappresentazione e nelle tecniche. In particolare, il lavoro di Saul Bass che marchiò uno dei momenti più importanti della sua carriera e della storia cinematografica in generale, fu la realizzazione dei titoli di testa e della locandina per il film Anatomia di un omicidio di Otto Preminger, uscito nel 1959. Infatti, il suo lavoro su Anatomia di un Omicidio è particolarmente rilevante in quanto esso è uno dei primi esempi di come i titoli di testa potessero assumere un significato artisticamente e significativamente pregnante nell'ambito dell'opera cinematografica; inoltre, sia la locandina sia i titoli di testa sono rimasti tra i più iconici e importanti nel campo della cinematografia. Con Saul Bass, che sosteneva "il film comincia con la prima immagine e a quel punto il film dovrebbe star facendo il suo lavoro", i titoli di testa diventarono un punto cardine della produzione cinematografica. 

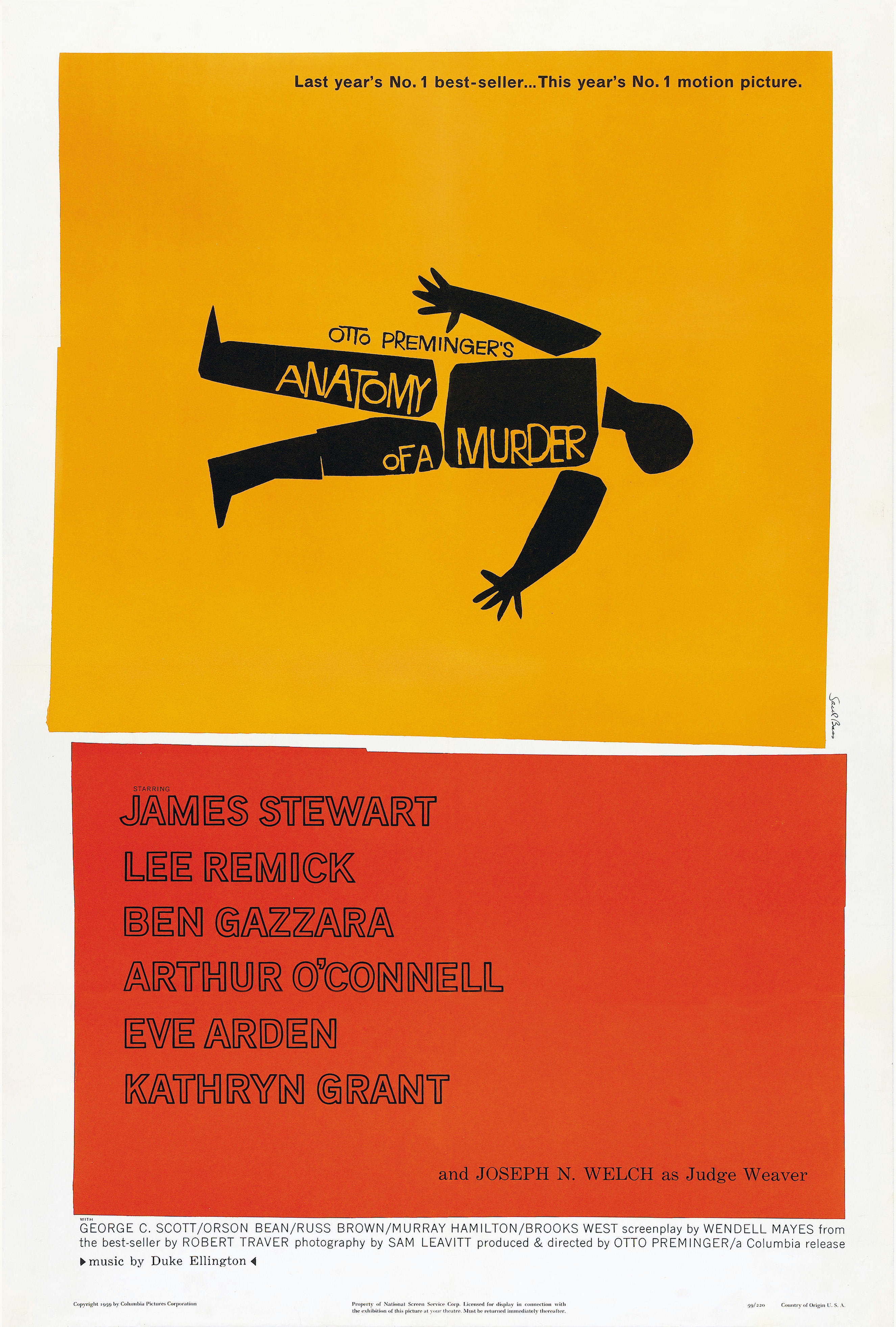
Locandina di Anatomia di un omicidio (1959)

Inoltre, il lavoro di Bass per Anatomia di un omicidio è emblematico della visione creativa e ideativa del grafico, e diventò quindi un utile strumento per indagare a fondo il suo stile e inclinazione in ambito artistico. 

### Anatomia di un omicidio: i titoli di testa
I titoli di testa sfruttano la stessa composizione ideata da Bass per la locandina; questa, definita da Martin Scorsese come "immagine emblematica, immediatamente riconoscibile ed intimamente legata al film", rappresenta, nero su giallo scuro, un corpo umano scomposto in arti superiori, inferiori, busto e volto. Tutte le parti del corpo sono molto stilizzate, caratteristica che va a universalizzare il significato della figura, astraendola dalla dimensione del singolo e riportandola sul piano collettivo. Infatti, durante i primi frame dell'opera di Preminger, vediamo comparire sullo schermo una parte del corpo scomposto alla volta, fino a che, alla fine, le mani non balzano sullo schermo oscurandone gran parte. A queste immagini si affiancano ovviamente i titoli di testa, che accompagnano la musica di apertura del compositore statunitense Duke Ellington. 
La composizione dei titoli di testa, così come quella della locandina, anticipa e simbolizza la trama del film; la trama di Anatomia di un omicidio si va infatti a snodare attraverso un'indagine riguardo a un assassinio; la parola "Anatomy" va quindi a coprire due campi semantici diversissimi nell'opera di Bass, esprimendo sia l'anatomia di un corpo fisico scomposto, che la scomposizione in indizi e snodi di un caso poliziesco, conferendo all'immagine un velo di ambiguità, in quanto i due significati si sovrappongono, si confondono e diventano parte di una stessa forma completa. L'immagine e il titolo ideali dovevano infatti, per Bass, contenere "una semplicità che comprende una certa ambiguità"; l'obiettivo era infatti comporre un'immagine il più possibile semplice, che però nella sua semplicità risultasse enigmatica e facesse riflettere l'osservatore; in questo modo si andava, secondo Bass, a stimolare l'osservatore su un piano simbolico e universale, che parte però da un'immagine appunto semplice, accessibile a tutti.  
Inoltre, nella composizione, il corpo è separato in sette parti, un numero dispari che, per sua natura, fa parte di un immaginario di incompletezza e instabilità. La scelta di un numero di questo tipo è simbolica; va infatti a rimarcare come (riallacciandosi alla trama) niente, durante l'indagine del film, converga mai. Quest'idea di inquietudine è ripresa anche dalle lettere del titolo, presente sia nella locandina che all'inizio dei titoli di testa; ogni lettera ha infatti misure e forme diverse, comunicando all'osservatore un senso di inconsistenza e di incertezza generale. 
Riconosciamo anche il gusto estetico di Bass per la semplicità e il primitivo: ogni pezzo del corpo sembra infatti tagliato da una mano inesperta, i tagli sono netti ma storti e incongruenti l'uno con l'altro; queste incongruenze tra le parti permettono inoltre di riallacciarsi all'idea di incertezza comunicata dal lettering del titolo e dal numero dei pezzi del corpo. L'immagine creata da Bass diventò iconica ed ebbe enorme fortuna negli ambiti più disparati; apparve su inviti, biglietti da visita, album e poster, raggiungendo una fama internazionale. Nel complesso, la composizione di titoli di testa e locandina delinea i tratti predominanti dello stile di Bass, ossia riduzionismo e minimalismo. Egli infatti, con la sua grafica semplice, fu capace di trasmettere messaggi complessi, sia attraverso la simbolicità della composizione stessa, sia attraverso le singole scelte grafiche. Il suo stile e il suo pensiero grafico in generale emergono molto chiaramente dalle due composizioni trattate sopra; da tutte le scelte grafiche possiamo infatti rilevare appunto un'attenzione all'estrema semplicità che, però, se indagata in profondità diventa rivelatoria.

## La notorietà internazionale
L'abilità di Bass nel riassumere un intero film in pochi minuti verrà sfruttata da altri maestri del cinema tra cui Alfred Hitchcock e Stanley Kubrick: per il primo ricordiamo le sequenze introduttive di La donna che visse due volte (1958), Intrigo internazionale (1959)  e Psyco (1960), che sancirà la fine della collaborazione tra Bass e Hitchcock. Assieme a Kubrick realizzerà invece i titoli di Spartacus (1960), aiutando il regista a elaborare la composizione di alcune scene di massa del film stesso, e un poster per Shining (1980).
Nel 1974 Bass passa dietro la macchina da presa e dirige Fase IV: distruzione Terra (1974), un film di fantascienza che non riscuote successo, seppure successivamente rivalutato dagli appassionati del genere e citato dalla critica come esempio di affermazione della fantascienza nella cinematografia, e da cui lo scrittore Barry N. Malzberg trae la trasposizione letteraria Fase IV (Phase IV). A causa del fiasco del film, Bass si dedicherà con maggior vigore in quel periodo al design grafico commerciale, realizzando varie immagini di marchi fra cui quelle di At&T, Minolta, United Airlines e Bell Telephone Company.
Dopo un periodo di pausa, Bass realizza le sequenze introduttive di Dentro la notizia - Broadcast News (1987) e Big (1988), per poi instaurare un sodalizio professionale con Martin Scorsese, che gli commissionerà i titoli di testa di Quei bravi ragazzi (1990), L'età dell'innocenza (1993) e Casinò (1995), oltre che il poster per Cape Fear - Il promontorio della paura (1991).
Saul Bass ha collaborato anche con Steven Spielberg per il poster di Schindler's List - La lista di Schindler nel 1993 e ha realizzato i poster pubblicitari per le cerimonie degli Oscar dal 1991 al 1996, anno in cui morirà a causa di un linfoma non Hodgkin.

## Filmografia

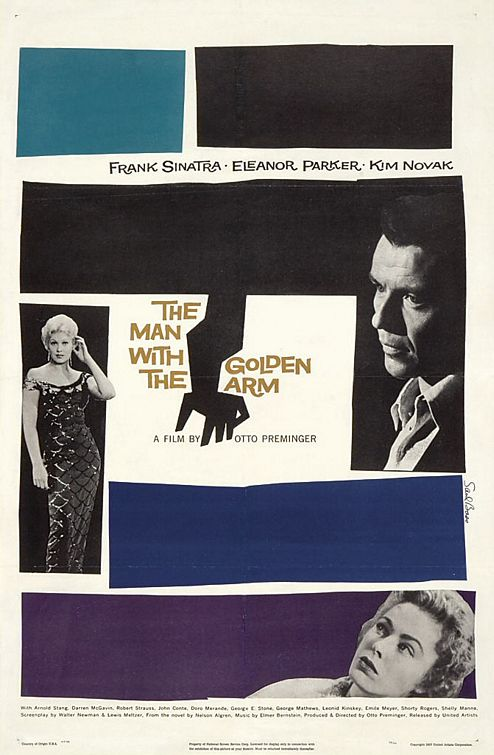
Locandina de L'uomo dal braccio d'oro (1955)

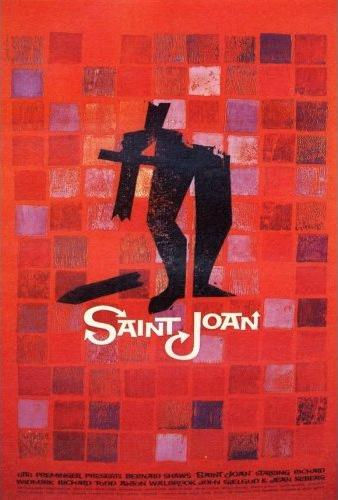
Locandina di Santa Giovanna (1957)

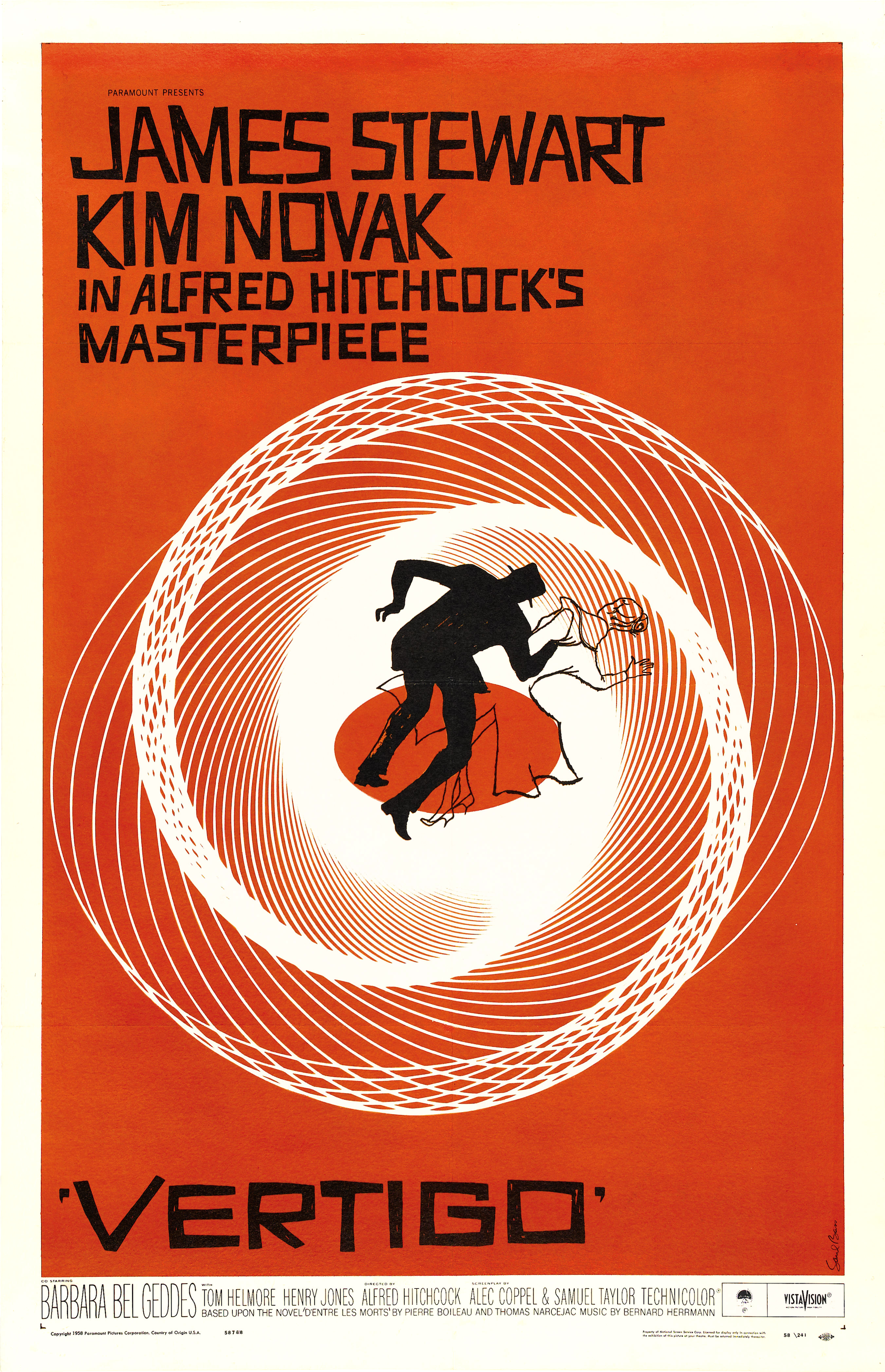
Locandina de La donna che visse due volte (1958)

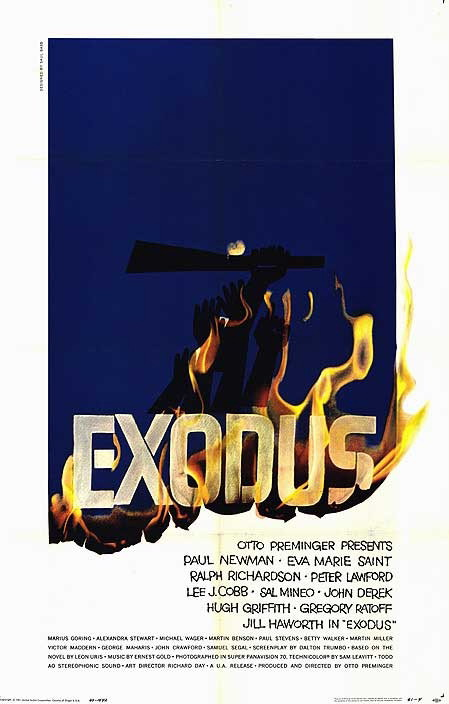
Locandina di Exodus (1960)

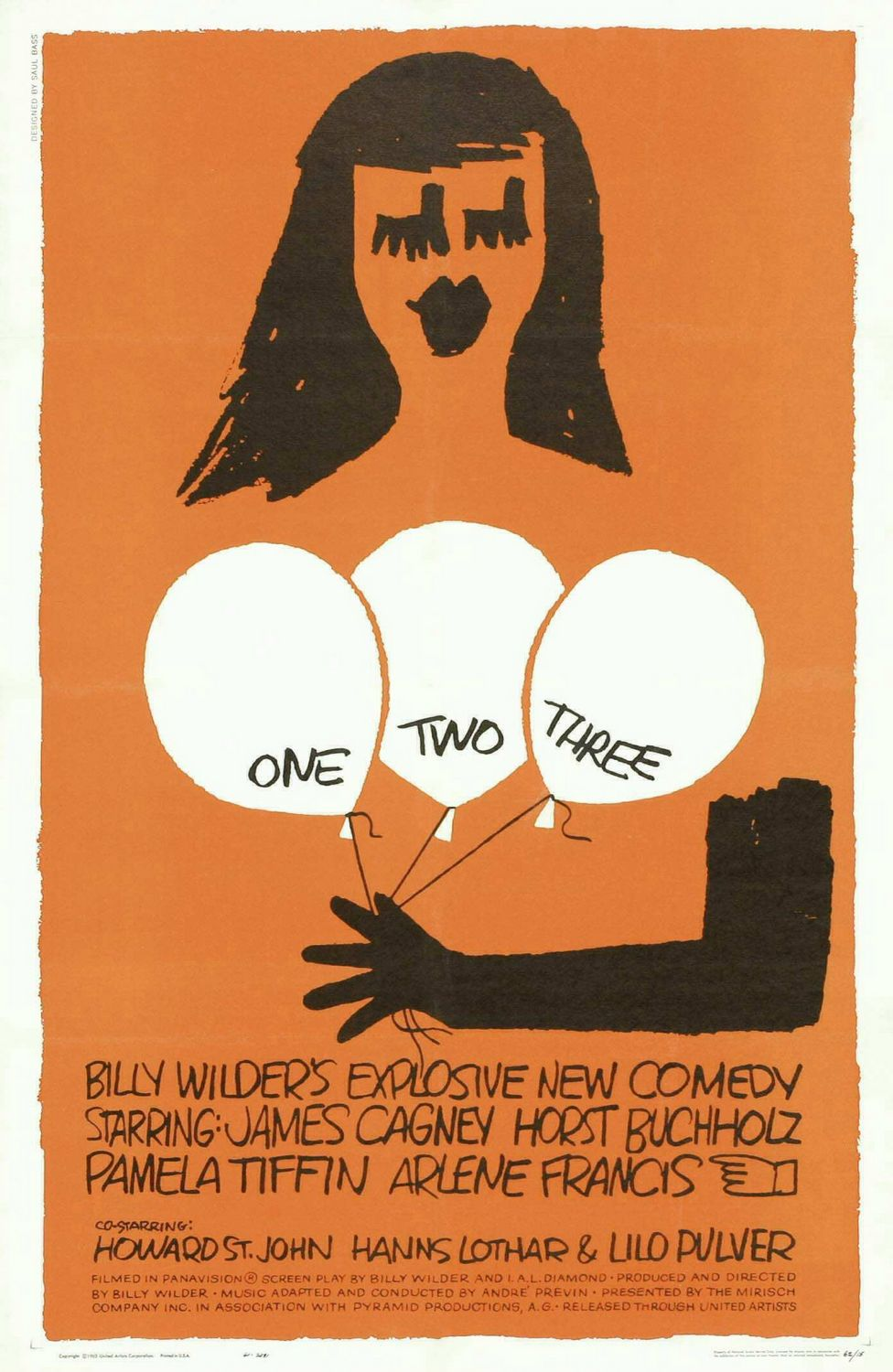
Locandina di Uno, due, tre! (1961)

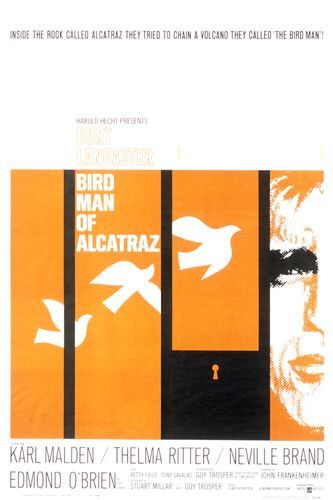
Locandina de L'uomo di Alcatraz (1962)

### Designer grafico

#### Cinema
- Carmen Jones (Carmen Jones), regia di Otto Preminger (1954)
- L'uomo dal braccio d'oro (The Man with the Golden Arm), regia di Otto Preminger (1955)
- Quando la moglie è in vacanza (The Seven Year Itch), regia di Billy Wilder (1955)
- Il grande coltello, regia di Robert Aldrich (The big knife) (1955)
- La figlia di Caino (The Shrike), regia di José Ferrer (1955)
- Destino sull'asfalto (The Racers), regia di Henry Hathaway (1955)
- Trapezio (Trapeze), regia di Carol Reed (1956)
- Al centro dell'uragano (Storm Center), regia di Daniel Taradash (1956)
- Johnny Concho, regia di Don McGuire (1956)
- Prima linea (Attack), regia di Robert Aldrich (1956)
- Il giro del mondo in 80 giorni (Around the World in 80 Days), regia di Michael Anderson (1956)
- Nel fango della periferia (Edge of the City), regia di Martin Ritt (1957)
- Colpevole innocente (The Young Stranger), regia di John Frankenheimer (1957)
- Santa Giovanna (Saint Joan), regia di Otto Preminger (1957)
- Orgoglio e passione (The Pride and The Passion), regia di Stanley Kramer (1958)
- La donna che visse due volte (Vertigo), regia di Alfred Hitchcock (1958)
- Cowboy, regia di Delmer Daves (1958)
- Buongiorno tristezza (Bonjour tristesse), regia di Otto Preminger (1958)
- Il grande paese (The Big Country), regia di William Wyler (1958)
- Anatomia di un omicidio (Anatomy of a Murder), regia di Otto Preminger (1959)
- Intrigo internazionale (North by Northwest), regia di Alfred Hitchcock (1959)
- Spartacus (Spartacus), , regia di Stanley Kubrick  (1960)
- Psyco (Psycho), regia di Alfred Hitchcock (1960)
- Exodus (Exodus), regia di Otto Preminger (1960)
- Colpo grosso (Ocean's Eleven), regia di Lewis Milestone (1960)
- Un adulterio difficile (The facts of life), regia di Melvin Frank (1960)
- West Side Story (West Side Story), regia di Jerome Robbins e Robert Wise (1961)
- Momento selvaggio (Something wild), regia di Jack Garfein (1961)
- Anime sporche (Walk on the Wild Side), regia di Edward Dmytryk (1962)
- Tempesta su Washington (Advise & Consent), regia di Otto Preminger (1962)
- 9 ore per Rama (Nine Hours to Rama), regia di Mark Robson (1963)
- Questo pazzo, pazzo, pazzo, pazzo mondo (It's a Mad, Mad, Mad, Mad World), regia di Stanley Kramer (1963)
- I vincitori (The Victors), regia di Carl Foreman (1963)
- Il cardinale (The Cardinal), regia di Otto Preminger (1963)
- Bunny Lake è scomparsa (Bunny Lake is Missing), regia di Otto Preminger (1965)
- Prima vittoria (In Harm's Way), regia di Otto Preminger (1965)
- Operazione diabolica, (Seconds), regia di John Frankenheimer (1966)
- Due assi nella manica (Not With My Wife, You Don't!), regia di Norman Panama (1966)
- Grand Prix (Grand Prix), regia di John Frankenheimer (1966)
- Ma che razza di amici! (Such Good Friends), regia di Otto Preminger (1971)
- Fase IV: distruzione Terra (Phase IV), regia di Saul Bass (1974)
- Operazione Rosebud (Rosebud), regia di Otto Preminger (1975)
- Hollywood Hollywood (That's Entertainment, Part II), regia di Gene Kelly (1976)
- Il fattore umano (The Human Factor), regia di Otto Preminger (1979)
- Alien (Alien), regia di Ridley Scott (1979)
- Dentro la notizia - Broadcast News (Broadcast News), regia di James L. Brooks (1987)
- Big, regia di Penny Marshall (1988)
- La guerra dei Roses (The War of the Roses), regia di Danny DeVito (1989)
- Quei bravi ragazzi (Goodfellas), regia di Martin Scorsese (1990)
- Preminger: Anatomy of a Filmmaker, regia di Valerie A. Robins – documentario (1991)
- Doc Hollywood - Dottore in carriera (Doc Hollywood), regia di Michael Caton-Jones (1991)
- Cape Fear - Il promontorio della paura (Cape Fear), regia di Martin Scorsese (1991)
- Mr. sabato sera (Mr. Saturday Night), regia di Billy Crystal (1992)
- L'età dell'innocenza (The Age of Innocence), regia di Martin Scorsese (1993)
- Casinò (Casino), regia di Martin Scorsese (1995)
- L'università dell'odio (Higher Learning), regia di John Singleton (1995)
- Un secolo di cinema - Viaggio nel cinema americano di Martin Scorsese (A Personal Journey with Martin Scorsese Through American Movies), regia di Martin Scorsese e Michael Henry Wilson – documentario (1995)
- Burn after reading, regia di Ethan Coen (2008)

#### Televisione
- Alcoa Premiere – serie TV, 1 episodio (1962)

### Regista
- From Here to There – cortometraggio (1964)
- The Searching Eye –cortometraggio (1964)
- Why Man Creates – cortometraggio (1968)
- Fase IV: distruzione Terra (Phase IV) (1974)
- Notes on the Popular Arts – cortometraggio (1977)
- The Solar Film – cortometraggio (1980)
- Quest – cortometraggio (1983)